# Mimi Jones
Mimi Jones (eigentlich Miriam Sullivan, * 25. März 1972 in New York City) ist eine US-amerikanische Jazzmusikerin (Kontrabass, Gesang, Komposition).
Jones wuchs in der Bronx auf und besuchte die Harlem School of the Arts, die Fiorello H. LaGuardia High School. Den Bachelor of Music Performance erwarb sie am Konservatorium der Manhattan School of Music. Sie arbeitete im Laufe ihrer Karriere u. a. mit Terri Lyne Carrington (The Mosaic Project, 2011), Rebecca Coupe Franks, Tia Fuller und Rudy Royston. Zwischen Dezember 2007 und Mai 2008 entstand ihr Debütalbum A New Day (Hot Tone Music), an dem u. a. auch Ambrose Akinmusire mitwirkte. 2012 folgte die Produktion Balance (u. a. mit Ingrid Jensen, Luis Perdomo), 2016 Feet in the Mud. Gemeinsam mit der Pianistin Arcoiris Sandoval leitete sie The D.O.M.E. Experience, zu der Musiker wie Wayne Escoffery, Steve Wilson und Dayna Stephens gehörten. Im Bereich des Jazz war sie zwischen 2007 und 2023 an 16 Aufnahmesessions beteiligt. Auf ihrem Label Hot Tone Music veröffentlichte sie das Debütalbum der Saxophonistin Camille Thurman.